# ワタナベソウ
ワタナベソウ（渡辺草、学名：Peltoboykinia watanabei）は、ユキノシタ科ヤワタソウ属の植物。多年草である。
日本の四国・九州のみに自生する固有種であり、絶滅危惧種である。

## 特徴
ヤワタソウ属はアラシグサ属と似ているが、アラシグサ属よりも大型である。ヤワタソウ属は東アジアにヤワタソウとワタナベソウの2種存在する。ヤワタソウとの大きな違いは、葉身の形であり、ヤワタソウがほぼ円形（浅く切れ込む）であるのに対して、ワタナベソウは中央付近まで深く切れ込むという差がある。また自生地が異なり、ヤワタソウが日本の本州・中部地方以北と中国の福建省に生育するのに対し、ワタナベソウは日本固有種である。
根出葉は1枚で、葉柄は約30 cmになる。葉身はほぼ円形で15 - 35 cm、切れ込みの数は7 - 9つである。裂片は細長く、無毛である。茎葉は数枚つき、根出葉と同じ形をしているが、根出葉よりも小さく葉柄も短い。

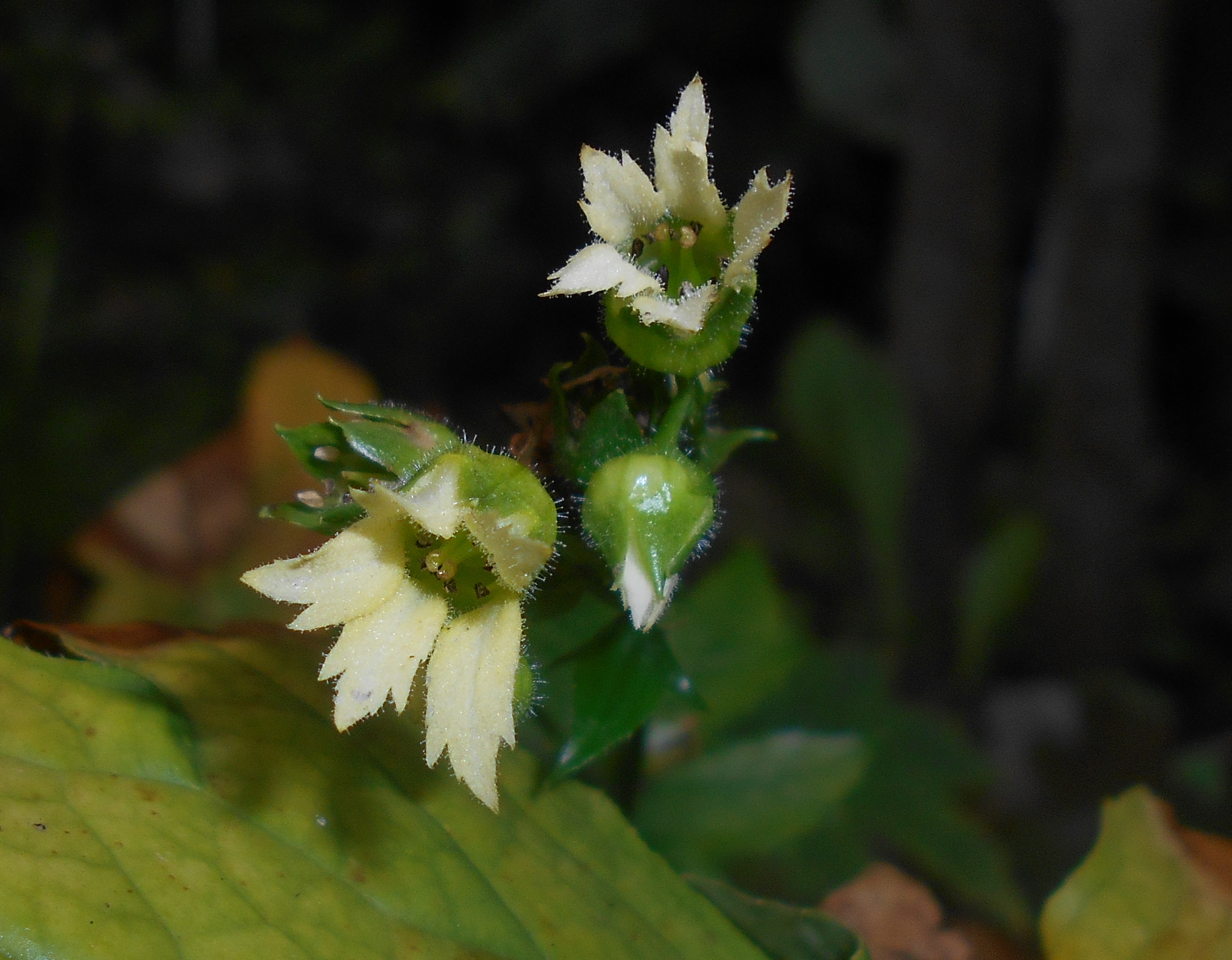
花

7月に咲く花の花弁は5枚あり、淡黄色で長楕円形をしており、長さは8 - 13 mm、幅は約2.5 mmで先が鋭く、腺毛が生える。開花時の花弁は上を向き、花後に脱落する。花茎は30 - 60 cm、苞（ほう）は披針形である。萼筒（がくとう）は直径約6 mmの鐘形で、下半分が子房と合着する。5つの萼裂片（がくれつへん）は三角形で長さ約4 mmである。雄蕊は10本で長さは約3 mm、葯（やく）は最初黄色く、黒紫色に変色する。果実は狭卵形から楕円形をした蒴果（さくか）で、長さ10 - 13 mmになる。
高さは1–2.5 ft (30–76 cm)である。染色体数は2n=22。花言葉は想い。

## 植物名
ワタナベソウは高知県吾川郡名野川村（現・仁淀川町）の小学校教師で、植物採集家でもあった渡辺協（わたなべ なこう）が同村で1889年（明治22年）に発見した。1892年（明治25年）、矢田部良吉が渡辺に献名してワタナベソウと命名した。種小名watanabei も渡辺に由来する。属名のPeltoboykiniaは、ギリシャ語のpelto（盾）とboykinia（アラシグサ属）の合成語である。これは、アラシグサ属からヤワタソウ属が分離独立した名残であり、pelto（盾）とは、盾のような葉の形に由来する。
学名は一般にPeltoboykinia watanabei とされるが、独立した種と認めない立場からはヤワタソウの亜種または変種と位置付け、亜種とする立場からはPeltoboykinia tellimoides (Maxim.) H. Hara subsp. watanabei (Yatabe) R. J. Gornall、変種とする立場からはPeltoboykinia tellimoides (Maxim.) H. Hara var. watanabei (Yatabe) H. Haraと表記する。

## 分布と保護
四国（愛媛県と高知県）と九州の深い山、林の中に生育する。熊本県では阿蘇の狼ヶ宇土、駒返峠、元谷峠で見つかっている。産出は稀である。
日本の環境省が発行する2019年版のレッドリストでは、ワタナベソウは絶滅危惧II類（VU）に分類されている。各県のリストでは、奈良県・徳島県・熊本県が絶滅危惧I類（CR+EN）、愛媛県・高知県が絶滅危惧II類（VU）、大分県が準絶滅危惧種（NT）に分類している。
絶滅危惧II類 (VU)（環境省レッドリスト）

## 栽培
ワタナベソウは栽培可能で、播種または株分けによって増やす。半日陰または完全な日陰で、均等に湿った環境で排水の良い土壌で栽培する。多少の乾燥にも耐える。特に注意すべき害虫や病気はない。